# والیبال قهرمانی باشگاه‌های مردان آسیا ۲۰۱۲
مسابقات والیبال قهرمانی مردان باشگاه‌های آسیا ۲۰۱۲ ۱۳امین دوره والیبال قهرمانی باشگاه‌های آسیا به میزبانی چین در شانگهای آغاز و برگزار شد. العربی نماینده قطر قهرمان این دوره از مسابقات شد.

## فینال
| تاریخ    | ساعت  |                      | امتیاز |        | ست ۱  | ست ۲  | ست ۳  | ست ۴  | ست ۵ | مجموع | گزارش |
| -------- | ----- | -------------------- | ------ | ------ | ----- | ----- | ----- | ----- | ---- | ----- | ----- |
| ۰۸ ژوئیه | ۱۶:۰۰ | شانگهای تانگ دیناستی | ۱–۳    | العربی | ۲۵–۱۷ | ۱۷–۲۵ | ۲۲–۲۵ | ۲۳–۲۵ |      | ۸۷–۹۲ |       |

## رتبه بندی نهایی
| رتبه | تیم                  |
| ---- | -------------------- |
| 1    | العربی               |
| 2    | شانگهای تانگ دیناستی |
| 3    | کاله                 |
| ۴    | آلماتی               |
| ۵    | چونبوری              |
| ۶    | پی تی سی اس          |
| ۷    | تورای آروس           |
| ۸    | دهرادون              |
| ۹    | میگراسیا             |
| ۱۰   | سورابایا ساماتور     |
| ۱۱   | ورلد کلوب آسیا       |
| ۱۲   | اتصالات              |
| ۱۳   | ازبک تلکام           |
| ۱۴   | القادسیه             |
| ۱۵   | بویانت اوخا          |
| ۱۶   | سنگاپور              |

|  | Qualified for the والیبال قهرمانی باشگاه‌های جهان ۲۰۱۲ |

## جوایز
- باارزش‌ترین بازیکن:  سالوادور هیدالگو (العربی)
- امتیازآورترین بازیکن:  کریستین پامپل (العربی)
- بهترین اسپک زن:  شهرام محمودی (کاله)
- بهترین مدافع روی تور:  عادل غلامی (کاله)
- بهترین زننده سرویس:  سالوادور هیدالگو (العربی)
- بهترین پاسور:  سعید جمعه الحتمی (العربی)
- بهترین لیبرو:  تانگ جیاهو (شانگهای)